# Bitwa pod Hajsynem

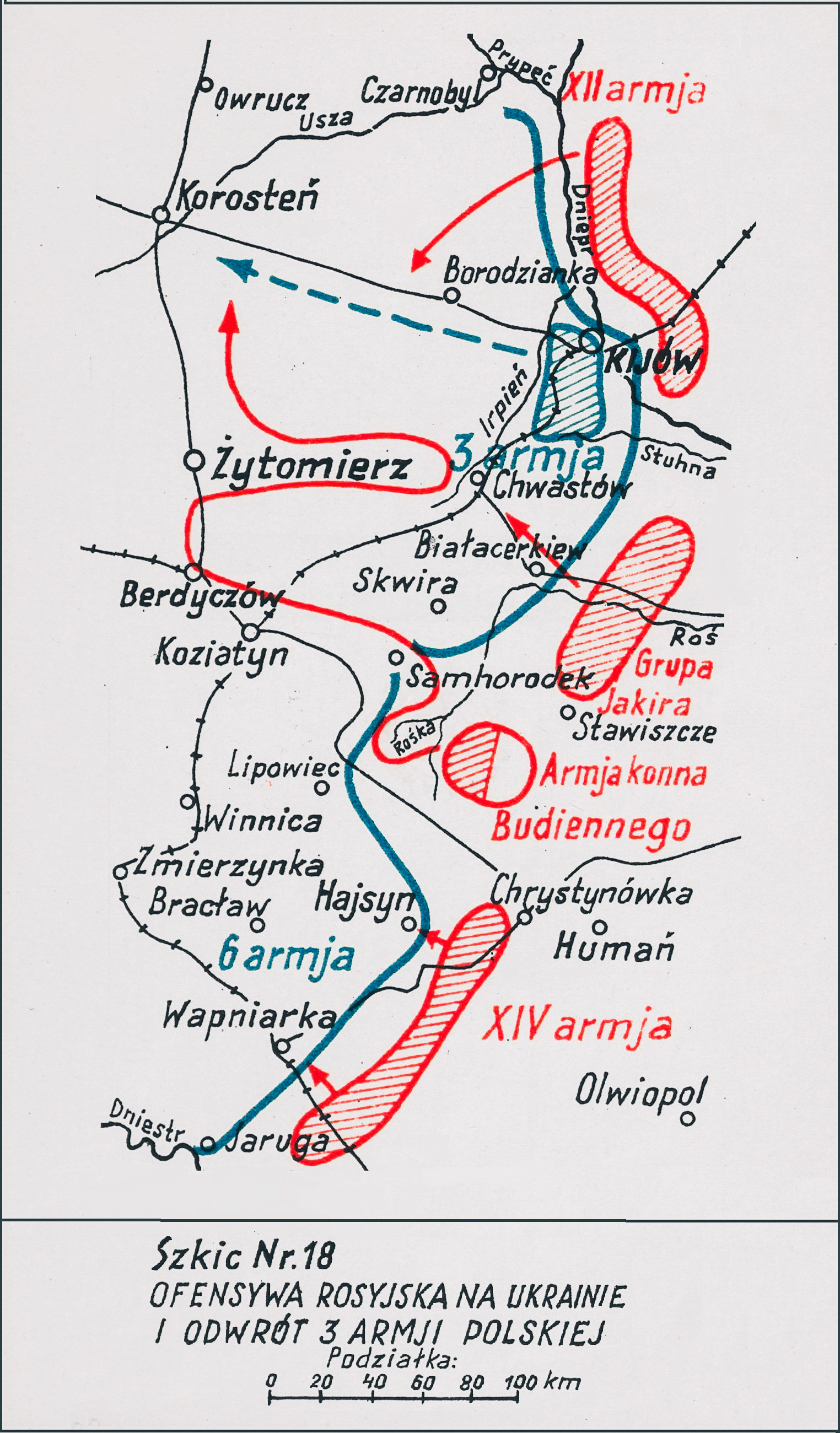
Adam Przybylski,
Wojna Polska 1918–1921

Bitwa pod Hajsynem – walki polskiej 18 Dywizji Piechoty z oddziałami sowieckiej 21 Dywizji Strzelców, toczone w okresie ofensywy Frontu Południowo-Zachodniego w czasie wojny polsko-bolszewickiej.

## Geneza
Po spektakularnym sukcesie wojsk polskich na Ukrainie i zajęciu 7 maja 1920 Kijowa, front ustabilizował się na linii od Prypeci, wzdłuż Dniepru, przez Białą Cerkiew, Skwirę, Lipowiec, Bracław, Wapniarkę do Jarugi nad Dniestrem.
Armia Czerwona wykorzystała okres zastoju na reorganizację sił i przygotowanie ofensywy. W rejon działań przybyła 1 Armia Konna Siemiona Budionnego. 27 maja rozpoczęła się sowiecka ofensywa na Ukrainie. 1 Armia Konna miała uderzyć na styk polskich 3. i 6 Armii, rozbić 13 Dywizję Piechoty, wejść na tyły 3 Armii i współdziałając z 12 Armią zamknąć i rozbić ją w Kijowie. Na kierunku polskiej 6 Armii uderzenie pomocnicze wykonać miała 14 Armia, z zadaniem  opanowania rejonu Winnica-Zmierzynka. 

## Walczące wojska
| Jednostka                             | Dowódca              | Podporządkowanie    |
| Wojsko Polskie                        |                      |                     |
| 18 Dywizja Piechoty                   |                      | 6 Armia             |
| ⇒ 145 pułk piechoty                   | ppłk Karol Steinbach | 18 Dywizja Piechoty |
| → I/145 pułku piechoty                | kpt. Jan Uldanowicz  |                     |
| — 1/145 pułku piechoty                |                      |                     |
| — 4/145 pułku piechoty                |                      |                     |
| → III/145 pułku piechoty              |                      |                     |
| ⇒ dywizjon 18 pułku artylerii polowej |                      |                     |
| Armia Czerwona                        |                      |                     |
| 21 Dywizja Strzelców                  | G.I. Owczinnikow     | 14 Armia            |
| ⇒ 63 Brygada Strzelców                |                      |                     |
| → 188 pułk strzelców                  |                      |                     |

## Walki pod Hajsynem

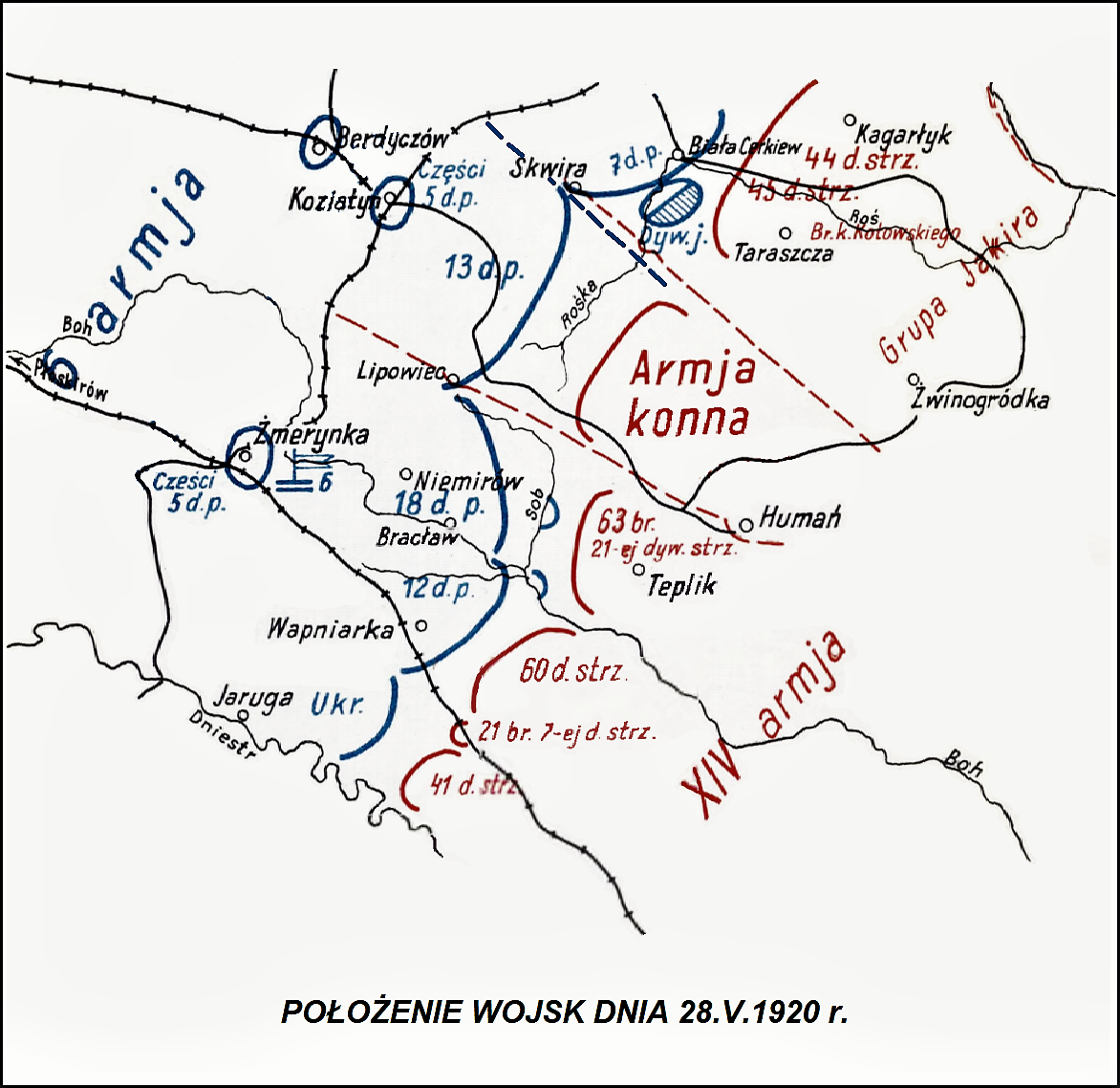
Stanisław Rutkowski, Pierwsze walki z Armią Konną pod Koziatynem

25 maja 145 pułk piechoty Strzelców Kresowych z 18 Dywizji Piechoty zluzował 19 pułk piechoty ze składu 5 Dywizji Piechoty odchodzącej na front północny i zajął odcinek od Kropiwny do Hajsyna. Północnego skrzydła rejonu obrony bronił II batalion. Tam też zgrupowane były odwody pułkowe. Zgrupowaniem tym dowodził osobiście dowódca pułku ppłk Karol Steinbach. Południowego skrzydła (odcinek „Hajsyn”) bronił I i III batalion pod ogólnym dowództwem kpt. Jana Uldanowicza. Wsparcie artyleryjskie zapewniał dywizjon 18 pułku artylerii polowej. Oddziały dywizji były mocno osłabione niedawną demobilizacją tzw. „amerykanów” - żołnierzy „Błękitnej Armii” nie będących obywatelami Polski oraz starszych roczników.
28 maja do sowieckiej ofensywy przystąpiła 14 Armia Ijeronima Uborewicza i uderzyła na centrum i prawe skrzydło polskiej 6 Armii. 21 Dywizja Strzelców nacierała na Hajsyn. W tym dniu wszystkie ataki jej 63 Brygady Strzelców załamywały się przed linią okopów bronionych przez I i III/145 pułku piechoty. Następnego dnia Sowieci ponowili natarcie i około południa opanowali stację kolejową oraz zabudowania cukrowni. Kpt. Jan Uldanowicz kontratakował odwodowymi kompaniami i odzyskał utracone okopy pierwszej linii. Po południu, po silnym przygotowaniu artyleryjskim, nieprzyjaciel sforsował pod Kuną Sob i wyszedł na tyły polskich batalionów. Kontratak pod dowództwem ppor. Teodora Serednickiego wyrzucił przeciwnika za rzekę. Polskie pozycje zostały obronione.
W kolejnych dniach na odcinku obrony 145 pułku piechoty nieprzyjaciel nie atakował. Wykorzystał to ppłk Steinbach i zorganizował kilka wypadów na wschodni brzeg rzeki celem rozpoznania zamiarów wroga. 5 czerwca wypadu na Czeczelówkę dokonał III batalion. We wsi zaskoczono pododdziały 188 pułku strzelców, rozbito je, biorąc jeńców i sprzęt. Podczas drogi powrotnej we wsi Kuszczenice batalion rozproszył sowiecki oddział, który próbował odbić jeńców. W tym samym czasie wypadu na Tymar dokonała grupa kapitana Uldanowicza i rozbiła nieprzyjaciela grupującego się w tej miejscowości. Jego resztki wycofały się na południe.
Dzięki przeprowadzonym wypadom strona polska była dobrze zorientowana w planach Sowietów i odpowiednio wzmocniła odcinek „Hajsyn”. 7 czerwca piechota 21 Dywizji Strzelców uderzyła na Hajsyn od wschodu i południa. Sowieci nacierali kolejnymi falami tyralier nie zważając na straty i po kilku godzinach wdarli się do Hajsyna. Kontrataki 1 i 4 kompanii wyparły przeciwnika z miasta.

## Bilans walk
W czerwcowych walkach pod Hajsynem Polacy stracili 12 poległych i 60 rannych. Na polu bitwy znaleziono ponad 120 poległych czerwonoarmistów. W związku z wycofywaniem się wojsk polskich z Ukrainy, 12 czerwca 1920 oddziały polskie opuściły Hajsyn.